# Les Valls de Valira
Les Valls de Valira (Valles del Valira en castillan) est une commune de la comarque de l'Alt Urgell dans la province de Lérida en Catalogne (Espagne).

## Géographie
La commune se situe au nord de la province de Lérida. Son territoire est limité au nord par la principauté d'Andorre, au sud par la commune de La Seu d'Urgell, à l'est par celles d'Estamariu et d'Alàs i Cerc, et enfin au sud-ouest par la commune de Montferrer i Castellbò.
Elle comporte plusieurs villages : Anserall, Arcabell, Arduix, Argolell, Ars, Asnurri, Baixos de Calbinyà, Bescarán, Calbinyà, Farga de Moles, Os de Civís, Sant Antoni, Sant Joan Fumat et Sant Pere.

## Histoire

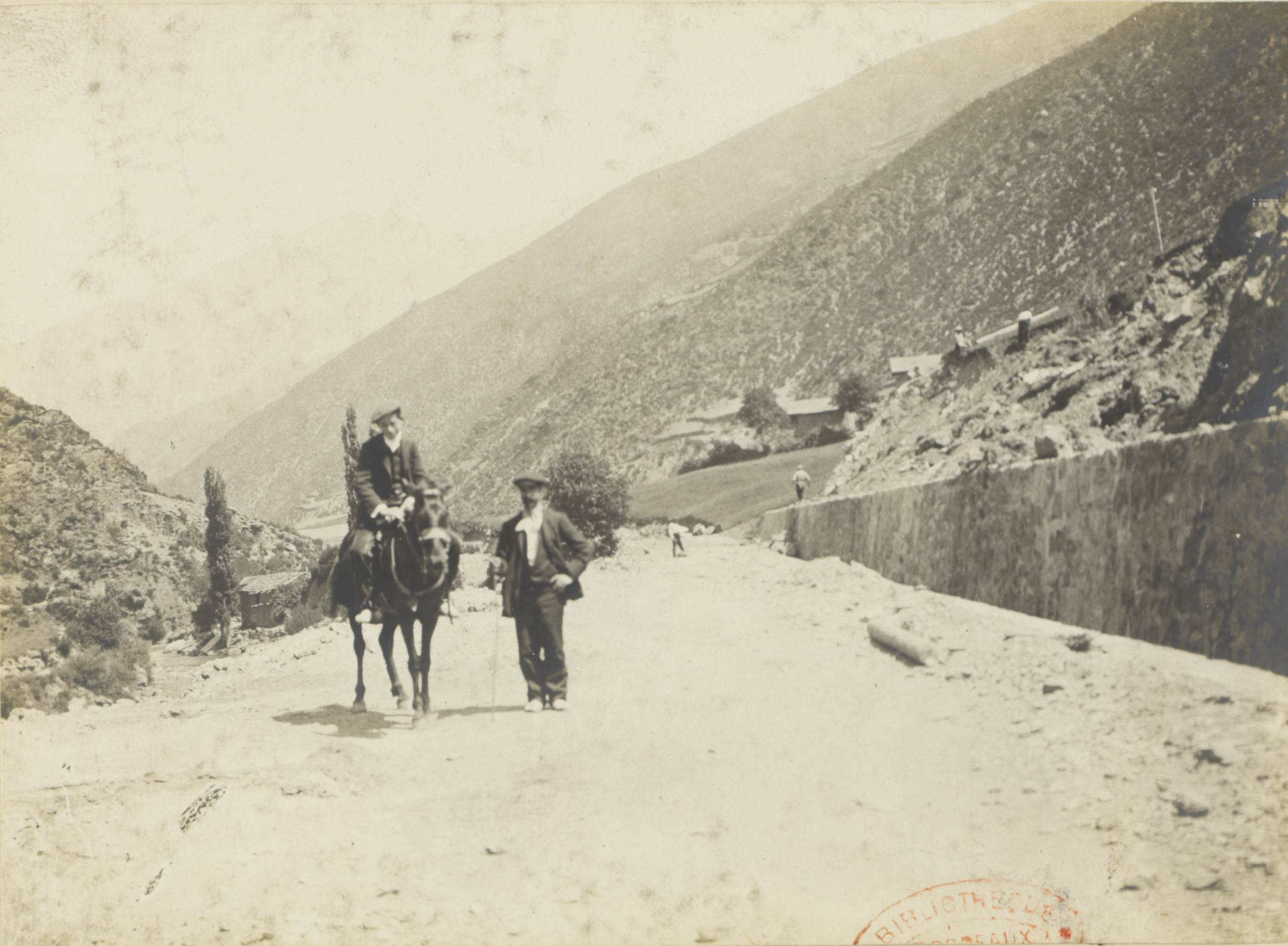
La Farga de Moles en 1886. Photographie par Jean-Auguste Brutails conservée à l'université Bordeaux Montaigne.